# 閃光ロードショー
閃光ロードショー（せんこうロードショー）は、日本の女性アイドルグループ。プラチナムピクセル所属。レーベルはVERSIONMUSIC。2017年12月23日解散。

## 概要

### 結成経緯
2015年6月から行われた、FYT新任教師オーディション「FYTスター教師誕生!」にて選ばれたFYT教育実習生が前身。2015年10月11日、初台 The DOORSにて行われたFYTのワンマンライブ「第4回ガチンコFYTクラブ」にて新任教師は「該当者なし」と発表され、同時にそのまま新ユニットとしてデビューすることが決定した。

### 活動開始以降
2015年12月23日に、渋谷TSUTAYA O-WESTにて行われたFYT教育実習生「1stワンマンコンサート〜はじめの4歩〜」にて、グループ名が「閃光ロードショー」に決定した。プロデューサーはFYTと同様、かながわIQが担当している。
2016年3月23日、JVCケンウッド・ビクターエンタテインメント内のVERSIONMUSICより、「NO熱の嵐」でメジャーデビュー。
2016年12月23日、DESEO mini with VILLAGE VANGUARDにて行われた結成1周年記念ライブにて、メンバーのクレオ・ココナこと山本瑚々南が2017年2月12日の6thワンマンライブ『閃とヒカリの神隠し』をもってグループを卒業することが発表された。
2017年3月26日、代官山LOOPにて行われた「第二回プラっとアイドルフェスティバル」第二部にてトリを務めたステージにて、新メンバーとしてトリー・コリンズ、キリ・ワトソンの加入が発表され、同時に新曲「REAL of SPARK」が初披露された 。
2017年11月17日、公式ブログにて突然の解散発表。理由は「メンバーそれぞれの意見を考慮して」。
2017年12月23日、Zirco Tokyoにて行われた閃光ロードショー2周年記念ライブ「ALiCE IN SPaRKLaND」にて解散。

## メンバー
| 名前                     | 生年月日（年齢）       | 出身地 | 閃光ネーム               | 閃光カラー | 閃光映画     | 備考              |
| ------------------------ | ---------------------- | ------ | ------------------------ | ---------- | ------------ | ----------------- |
| 若林萌々 わかばやし もも | 2000年4月21日（24歳）  | 静岡県 | モモネス・チャン         | ピンク     | ファンタジー |                   |
| 大沼采奈 おおぬま あやな | 1996年10月2日（28歳）  |        | アンジェナーナ・ジョリー | パープル   | ホラー       |                   |
| 木内くるみ きうち くるみ | 1994年2月28日（31歳）  | 京都府 | クルミン・モンロー       | レッド     | アニメ       |                   |
| 舞石まこと まいし まこと | 2000年12月18日（24歳） | 東京都 | ナディア・マコネチ       | イエロー   | コメディー   |                   |
| 鳥海絢菜 とりうみ あやな | 1998年9月6日（26歳）   | 東京都 | トリー・コリンズ         | ホワイト   | SF           | 2017年3月26日加入 |
| 金澤絹理 かなざわ きり   | 2000年9月22日（24歳）  |        | キリ・ワトソン           | ブルー     | 青春         | 2017年3月26日加入 |

### 旧メンバー
| 名前                       | 生年月日（年齢）      | 出身地 | 閃光ネーム     | 閃光カラー | 閃光映画       | 備考              |
| -------------------------- | --------------------- | ------ | -------------- | ---------- | -------------- | ----------------- |
| 山本瑚々南 やまもと ここな | 2000年10月8日（24歳） | 東京都 | クレオ・ココナ | 紫         | ラブストーリー | 2017年2月12日卒業 |

## 作品
「順位」は全てオリコン週間ランキング最高位

### シングル
1. NO熱の嵐（2016年3月23日、36位）
  - VICL-37150、VICL-37151